# Церква святого Миколая (Носів)
Церква святого Миколая в Носові — парафія і храм греко-католицької громади Підгаєцького деканату Бучацької єпархії Української греко-католицької церкви в селі Носів Тернопільського району Тернопільської области.
Оголошена пам'яткою архітектури місцевого значення.

## Історія церкви
Перша згадка про село датується 1395 роком. Греко-католицька парафія, заснована у XVIII столітті, існувала до 1946 року. Перша дерев'яна церква прослужила до 1835 року. Наступний, кам'яний, храм, який зберігся донині, був збудований за 5 років, починаючи з 1831 року. Його спорудили «методом народної будови» за кошти парафіян, а невелику допомогу надав пан Скрілуцький. Особливо шанують пам'ять Марії Півторак, яка, будучи вдовою, допомагала в будівництві. На її могилі односельці встановили пам'ятник.
З 1967 по 1976 рік храм був закритий державною владою. У 1990 році парафіяльна громада намагалася відновити греко-католицький обряд, але священник о. Мудла відмовився. Після його звільнення на парафії служив греко-католицький священник о. Ярослав (Василь Івасюк), і того ж року парафія повернулася в лоно УГКЦ.
За служіння о. Василя Яремка було зроблено капітальний ремонт храму, виготовлено два різьблених престоли, проскумедійник та іконостас, освячений 19 грудня 2011 року. Також було збудовано три каплички: при в'їзді в село на честь незалежності України, біля церкви, і біля джерела, де відбувається водоосвячення. При парафії діють братство «Матері Божої Неустанної Помочі» та Вівтарна дружина. На території є фігура Матері Божої і хрест на честь скасування панщини у 1848 році.

## Парохи
- о. Кузьма Ліпський (до 1835),
- о. Казимир Баліцький (1835—1840),
- о. Мар'ян Теліховський (1841—1853),
- о. Омелян Кичура (помер 1910),
- о. Євген Теліщук,
- о. Остап Чатиринський (до 1920),
- о. Євстахій Гайдукевич (1920—1936),
- о. Василь Джиджора (1936—1946),
- о. Прокіп Максимюк (1946—1954),
- о. Петро Скільський (1954—1958),
- о. Павло Кужель
- о. Цалевич (1959—1960),
- о. Курчак (1961—1967),
- о. Володимир Михайлюк (1976—1984),
- о. Василь Сабат (1984—1988),
- о. Омелян Легета (1989),
- о. Володимир Мулла (1989—1990),
- о. Володимир Люшняк (1990—1994),
- о. Василь Яремко (з 14 грудня 1994).